# John Flemming
Pas d'image ? Cliquez ici
John Flemming est un pilote automobile de stock-car né le 10 mars 1967 à Halifax, Nouvelle-Écosse au Canada. Son nom de famille est parfois orthographié avec un seul M (Fleming).
Il a été cinq fois champion de la série Maritime Pro Stock Tour en 2002, 2003, 2006, 2013 et 2014. Au terme de la saison 2014, il avait remporté 23 courses et cumulé 75 top 5 et 104 top 10 en 130 départs.
Il compte aussi 36 départs en série PASS North, cumulant six top 5 et seize top 10. Son meilleur résultat est une deuxième place à Scotia Speedworld en 2001.